# Martinus (przedsiębiorstwo)
Martinus, s.r.o. – słowacka księgarnia internetowa oraz sieć księgarni z siedzibą w Martinie. Przedsiębiorstwo powstało w 1990 roku, a sprzedaż internetową za pośrednictwem strony Martinus.sk prowadzi od 2001 roku.
Według danych ogłoszonych w 2016 r. Martinus sprzedaje rocznie 1,5 mln tytułów książkowych (średnio 4 tys. egzemplarzy dziennie).
Znajduje się wśród największych słowackich księgarni internetowych (pod względem liczby obsłużonych klientów i sprzedanych tytułów).